# Cours du Champ-de-Mars
Le cours du Champ-de-Mars est une voie de Nantes, en France.

## Situation et accès
Situé dans le centre-ville de Nantes, le cours du Champ-de-Mars relie la rue de la Biscuiterie à la rue de Valmy, et est traversé par la rue Lefèvre-Utile. Uniquement ouvert la circulation piétonne, ses trottoirs sont pavés plantés d'une vingtaine de tulipiers de Virginie, tandis que l'allée centrale est recouverte de lames de bois. Le square Jean-Heurtin permet aussi d'accéder au quai Ferdinand-Favre.

## Origine du nom
Il fait référence au Champ de Mars qui s'étendait de part et d'autre des avenues Carnot et Jean-Claude-Bonduelle jusqu'au canal Saint-Félix, et donna son nom à l'ensemble du quartier.

## Historique
Cette voie a été ouverte dans les années 1990 sur le site de l'ancienne biscuiterie LU, dont les bâtiments furent en grande partie rasés pour laisser la place à un ensemble immobilier bâti autour de ce cours, dont un immeuble abritant le siège de Nantes Métropole situé à son extrémité sud-est.
Son nom fut attribué par délibération du conseil municipal du 19 décembre 1994. 

## Rues latérales secondaires

### Square Jean-Heurtin
Ce petit square de 813 m2 situé entre le cours du Champ-de-Mars et la quai Ferdinand-Favre a été baptisé en l'honneur de l'horticulteur nantais créateur du Camellia japonica « ville de Nantes »,. Situé en surplomb du quai, on accède depuis celui-ci à partir d'une rampe inclinée.

## Coordonnées des lieux mentionnés
1. ↑  Square Jean-Heurtin : 47° 12′ 54″ N, 1° 32′ 41″ O